# Parkdala
Parkdala är ett bostadsområde i anslutning till Soft Center i Ronneby. En större mängd studentlägenheter finner man på Folkparksvägen i området. Vägen genom Parkdala hette förr Tranbärsvägen och därför kallas det praktiskt taget av alla anslutna till Blekinge Tekniska Högskola för TBV.